# Calixto Caravario
Callisto Caravario (n. Cuorgnè, 8 de junio de 1903 - m. Linchow, China, 25 de febrero de 1930) fue un presbítero, misionero italiano y protomártir de la orden salesiana en China.

## Biografía
Fue alumno del oratorio de Valdocco. Todavía se encontraba en período de formación inicial, cuando marchó a China como misionero salesiano.
Fue ordenado sacerdote en 1929 por el monseñor Luis Versiglia, se le destinó al vicariato de Shiu Chou. Acompañó al prelado salesiano San Luis Versiglia a Linchow, China junto con dos maestros, dos catequistas y una alumna cuando el 25 de febrero de 1930, en un lugar aislado del río, pero ambos fueron asaltados y asesinados en Li Tau Tseu, a orillas del río Lin Chou; por una banda de piratas de esa zona. Por defender la incolumidad y la virginidad de las tres mujeres.
La autenticidad de su martirio fue reconocida por la Congregación de Causas de los Santos el 13 de noviembre de 1976.
El padre Caravario, quien además de ser destacado por su amor a la Eucaristía, fue un predicador notable, murió asesinado en aquel asalto ocurrido en dicha ciudad, en 1930 a la edad de 26 años. Fue beatificado el 15 de mayo de 1983 por el Papa Juan Pablo II y canonizado el 1 de octubre de 2000, también por el Papa Juan Pablo II.